# ハーイル
ハーイル（アラビア語: حائل）はサウジアラビアの都市。サウジアラビアの北中部に位置し、ハーイル州の州都である。

## 地理
首都リヤードの北西約700キロメートル、マディーナの北東約400キロメートルの地にあり、付近には標高約1,400メートルのアジャー山と標高約1,100メートルのサルマー山がそびえる。

## 歴史
歴史的に同市は、マッカへ巡礼隊商ルートにおける重要な滞在地であった。
ジャバル・シャンマル王国の首都であったが、1921年、ハーイル征服により、ナジュド・スルタン国次いでナジュド及びヒジャーズ王国、サウジアラビアの支配下となる。

## 経済
「プリンス･アブドゥルアズィーズ・ビン・ムサーイド経済都市」の建設が進められている。

## 交通
ハーイル地方空港がある。

## 教育
国立大学のハーイル大学が設置されている。